# Anomis brima
Anomis brima là một loài bướm đêm trong họ Erebidae.